# Wspólnota administracyjna Kist
Wspólnota administracyjna Kist – wspólnota administracyjna (niem. Verwaltungsgemeinschaft) w Niemczech, w kraju związkowym Bawaria, w rejencji Dolna Frankonia, w regionie Würzburg, w powiecie Würzburg. Siedziba wspólnoty znajduje się w miejscowości Kist.
Wspólnota administracyjna zrzesza dwie gminy wiejskie (Gemeinde): 
- Altertheim, 2 057 mieszkańców, 24,07 km²
- Kist, 2 447 mieszkańców, 3,87 km²